# Alfred Kolbe
Alfred Kolbe (* 28. Juni 1884 in Steyr; † 8. April 1950 in Linz) war ein österreichischer Jurist und NS-Funktionär. Er war von 1934 bis 1948 Bezirkshauptmann bzw. Landrat von Ried im Innkreis.

## Ausbildung und Beruf
Kolbe besuchte das Staatsgymnasium in Graz und legte dort 1903 die Matura ab. Er studierte in der Folge Rechtswissenschaften an der Universität Graz und legte am 9. Juli 1908 die 3. Staatsprüfung ab. Seine Karriere in der Verwaltung Oberösterreichs begann Kolbe im Februar 1910 als Konzipistpraktikant in der Statthalterei Linz. Ein Jahr später erfolgte seine Versetzung zur Bezirkshauptmannschaft Schärding. Die Teilnahme am Ersten Weltkrieg blieb ihm auf Grund eines Herzfehlers erspart, weswegen er für untauglich eingestuft worden war.
Kolbe setzte seine berufliche Karriere in Schärding fort und wurde am 13. Juni 1919 Bezirkskommissär. Am 5. Juli 1920 erfolgte die Beförderung zum Landesregierungssekretär, 1921 wurde er zum Bezirkshauptmann des Bezirks Schärding befördert. Nach weiteren Dienstjahren als Bezirkshauptmann von Schärding erfolgte am 26. Jänner 1927 die Ernennung zum Regierungsoberkommissär, am 11. Jänner 1928 die Ernennung zum Landesregierungsrat und am 18. Jänner 1934 jene zum Oberregierungsrat. Noch im selben Jahr wechselte er per 11. April 1934 als Bezirkshauptmann zur Bezirkshauptmannschaft Ried im Innkreis.
Auch nach dem Anschluss Österreichs wurde Kolbe als Bezirkshauptmann von Ried trotz Widerstände der politischen Leitung des Kreises Ried bestätigt, wobei er in der Folge unter der Bezeichnung „Landrat“ seine Tätigkeit fortsetzte. Trotz seines fortgeschrittenen Alters wurde Kolbe im August 1941 zur Wehrmacht eingezogen, wobei er bis Mai 1942 als Kriegsverwaltungsrat eingesetzt wurde. Er trat im Juni 1942 wieder seinen Dienst als Landrat in Ried an.
Ab 1943 dürfte Kolbe unter Erschöpfungszuständen gelitten haben, weshalb der Reichsführer SS nach eingehender Untersuchung um eine Erweisung in ein Lazarett oder Erholungsheim der SS bat. Er begab sich schließlich eingewiesen im August 1944 für einen Monat in das SS-Kurhaus Bad Nauheim, danach setzte er seine Tätigkeit in Ried fort. Er wurde im Juli 1945 von seinem Dienst suspendiert und 1948 am Volksgericht Ried wegen der §§ 10 und 11 VG 58 StG angeklagt. Nach einem Freispruch im August wurde er 1948 in den dauernden Ruhestand versetzt.

## Funktionen
Kolbe war zwischen 1921 und 1934 Mitglied der Schlaraffia Schärding, wobei er dort von 1922 bis 1928 Vorstandsmitglied und ab 1934 inaktives Mitglied gewesen war. Er war ab dem 1. Juli 1933 Mitglied der Vaterländischen Front, beantragte dann aber am 30. Mai 1938 die Aufnahme in die NSDAP und wurde rückwirkend zum 1. Mai desselben Jahres aufgenommen (Mitgliedsnummer 6.275.914). Des Weiteren hatte Kolbe die Funktion des Staatskommissars der Sparkasse Ried im Innkreis inne und war von Juni 1938 bis 1941 Kreisamtsleiter für Kommunalpolitik.

## Auszeichnungen
- Kriegskreuz für Zivilverdienste III. Klasse (1917)
- Ehrenzeichen für deutsche Volkspflege III. Stufe (1942)
- Medaille Winterschlacht im Osten 1941/42 (1942)
- Kriegsverdienstkreuz II. Klasse mit Schwertern (1942)